# Cyclophiops
Cyclophiops es un género de serpientes de la familia Colubridae. Sus especies se distribuyen por el norte de la región indomalaya y el paleártico extremo oriental sur.

## Especies
Se reconocen las siguientes:
- Cyclophiops doriae Boulenger, 1888
- Cyclophiops hamptoni (Boulenger, 1900)
- Cyclophiops herminae (Boettger, 1895)
- Cyclophiops major (Günther, 1858)
- Cyclophiops multicinctus (Roux, 1907)
- Cyclophiops semicarinatus (Hallowell, 1861)